# サコス
サコス株式会社（SACOS CORPORATION）は、建機レンタル事業を行う企業。本社を東京都品川区に置く。西尾レントオールの子会社。日本建設機械レンタル協会会員企業。

## 沿革
- 1967年（昭和42年）9月 - 建設機械レンタル業を目的として三光機械リース株式会社を東京都渋谷区に資本金100万円にて設立。
- 1968年（昭和43年）5月 - 本社を東京都港区南麻布に移転。
- 1973年（昭和48年）2月 - 本社を東京都港区高輪に移転。
- 1986年（昭和61年）9月 - サコス株式会社に商号変更。
- 1992年（平成4年）3月 - 品川区に新本社ビルを建設し、本社機能を移転。
- 1993年（平成5年）11月 - 株式を日本証券業協会に店頭販売銘柄として登録
- 1999年（平成11年）
  - 4月 - 西尾レントオールと資本・業務提携。
  - 8月 - 第三者割当増資による新株式発行。西尾レントオールが当社の株式54.1％を取得し、親会社となる。
- 2004年（平成16年）11月 - 日本証券業協会への店頭登録を取消し、ジャスダック証券取引所に株式を上場。
- 2009年（平成21年）6月 - 70.0%を出資する連結子会社・株式会社新光電舎を設立し、株式会社光電舎より工事用電気設備工事部門を譲受[2]。
- 2010年（平成22年）4月 - ジャスダック証券取引所と大阪証券取引所の統合に伴い、大阪証券取引所JASDAQ市場に株式を上場。
- 2013年（平成25年）7月 - 大阪証券取引所と東京証券取引所の市場統合に伴い、東京証券取引所JASDAQ（スタンダード）に株式を上場。
- 2022年（令和4年）
  - 4月 - 東京証券取引所の市場区分再編により、「スタンダード市場」に変更
  - 6月 - 親会社の西尾レントオールが株式公開買付けを実施し、97.26%の株式を取得[3]。
  - 7月 - 東京証券取引所スタンダード市場上場廃止。

## 関連会社
- 株式会社新光電舎
- 双葉電気株式会社
- 親和電気株式会社